# Drosophila curvicapillata
Drosophila curvicapillata är en tvåvingeart som beskrevs av Oswald Duda 1923. Drosophila curvicapillata ingår i släktet Drosophila och familjen daggflugor.
Artens utbredningsområde är Taiwan.